# Lynn Margulis
Pour les articles homonymes, voir Margulis.
Lynn Margulis, ou sous son premier nom d'épouse Lynn Sagan, (née Lynn Petra Alexander le 5 mars 1938 à Chicago et morte le 22 novembre 2011 à Amherst) est une microbiologiste américaine, professeure à l'université du Massachusetts à Amherst.
Elle est connue pour avoir présenté, dans les années 1960, sa théorie endosymbiotique qui propose que les cellules eucaryotes seraient le résultat d’une suite d’associations symbiotiques avec différents procaryotes. À l'époque, on considérait que les cellules eucaryotes étaient les descendantes des procaryotes qui se seraient peu à peu complexifiés après de nombreuses mutations génétiques. Après l'avoir initialement considérée avec méfiance, la communauté scientifique a maintenant validé cette théorie.
Elle est également, avec le scientifique britannique James Lovelock, coautrice de l'hypothèse Gaïa qu'elle a ensuite approfondie pour créer les théories Gaïa dans laquelle elle soutient que la Terre n'est pas homéostatique mais homéorhétique : en d'autres termes, que les composants atmosphérique, hydrosphérique et lithosphérique sont régulés autour de points homéostatiques, mais que ces points changent au cours du temps… Gaïa serait une symbiose vue de l'espace.

## Biographie

### Famille et formation
Née dans une famille juive ashkénaze de Chicago, Lynn Petra Alexander est une élève précoce et entre à l'université de Chicago à l'âge de 14 ans « parce qu'elle souhaitait y aller et qu'on l'a laissée entrer. »
Elle poursuit ses études à l'université du Wisconsin (1957-1960) et à l'université de Californie à Berkeley (1960-1963).
À 19 ans, elle se marie avec l'astronome Carl Sagan. La biologiste publie ses travaux universitaires sous le nom de Lynn Sagan, à l'époque où elle est son épouse. Ils ont deux enfants : Dorion Sagan (en), journaliste scientifique et collaborateur de sa mère, et Jeremy Sagan, développeur de logiciels et fondateur de Sagan Technology. 
Après son divorce en 1964, elle se remarie en 1967 avec Thomas N. Margulis cristallographe avec qui elle aura aussi deux enfants : Zachary Margulis-Ohnuma, avocat de la défense pénale à New York et Jennifer Margulis, professeure et autrice.
Sa sœur, Joan Alexander, est mariée au lauréat du prix Nobel Sheldon Glashow ; son autre sœur, Sharon, est mariée au mathématicien Daniel Kleitman.

### Décès
Lynn Margulis meurt le 22 novembre 2011 à son domicile à Amherst (Massachusetts) cinq jours après avoir été victime d'un accident vasculaire cérébral,.

## Recherches

### Théorie endosymbiotique
Lynn Margulis est inscrite à l'Université de Chicago, obtient son master à l'Université du Wisconsin-Madison en 1960 et son doctorat en 1963 à l'Université de Berkeley. En 1966, alors qu'elle est un jeune membre de faculté à l'Université de Boston, elle écrit un article théorique intitulé The Origin of Mitosing Eukaryotic Cells (« L'origine des cellules eucaryotes »). Cependant, l'article est « rejeté par une cinquantaine de journaux scientifiques », comme le rappellera Lynn Margulis. 
Finalement accepté par Journal of Theoretical Biology (en), il est aujourd'hui considéré comme un repère dans la théorie endosymbiotique moderne. Bien que cette théorie s'inspire fortement des idées émises auparavant par des scientifiques du milieu du XIXe siècle ainsi que par Constantin Merejkovski (1905) et Ivan Wallin (en) (1920) au début du XXe siècle, la formulation de la théorie de Margulis est la première à reposer sur des observations microbiologiques directes (contrairement aux observations paléontologiques ou zoologiques sur lesquelles reposaient auparavant les nouveaux travaux en biologie évolutive). Bien que constamment critiquée pour cette idée pendant des années, Margulis, reconnue pour sa ténacité, persista dans cette voie malgré l'opposition à laquelle elle dut faire face à cette époque.
Le thème sous-jacent de cette théorie endosymbiotique, comme formulée en 1966, était l'interdépendance et la coopération de multiples organismes procaryotes : un organisme en phagocytant un autre, les deux survivant et évoluant durant des millions d'années au sein de cellules eucaryotes. Son livre, Origin of Eukaryotic Cells, discute en détail de ces travaux préparatifs concernant sa théorie de l'apparition des organites. Actuellement, la théorie endosymbiotique est reconnue comme l'explication de l'apparition de certains organites et elle est largement acceptée par les principaux courants scientifiques. Cette théorie fut confortée par des résultats obtenus dans les années 1980, lorsqu'il fut révélé que le matériel génétique des mitochondries et des chloroplastes était très différent de l'ADN nucléaire des cellules hôtes.
En 1995, l'éminent biologiste de l'évolution Richard Dawkins affirma à propos de Lynn Margulis et de son travail :

« J'admire beaucoup le courage et la persévérance dont a fait preuve Lynn Margulis pour soutenir sa théorie de l'endosymbiose, la portant pour en faire d'une théorie non orthodoxe, une théorie orthodoxe. Je fais souvent allusion à la théorie selon laquelle la cellule eucaryote est une union symbiotique de cellules procaryotes primitives. C'est l'une des grandes réalisations de la biologie évolutive du XXe siècle et je l'admire énormément pour cela. »

### Théorie des interactions symbiotiques moteur de l'évolution
Elle formule par la suite une théorie expliquant comment les interactions symbiotiques entre organismes provenant souvent de différents phyla ou règne sont le moteur de l'évolution. Les modifications génétiques proviendraient principalement du transfert horizontal de matériels génétiques entre bactéries ou virus et cellules eucaryotes. Tandis que ses idées sur l'origine des organites sont largement acceptées, celles sur les interactions symbiotiques comme origine d'introduction des modifications génétiques sont considérées comme des idées marginales.
Sa théorie, fondée quasi exclusivement sur la coopération entre organismes, combattait la vision négative de l'histoire de la vie portée par le néo-darwinisme (« la vie est une guerre universelle »), mouvement dont elle pensait que l'histoire le jugerait finalement comme « une secte religieuse mineure du XXe siècle au sein de la persuasion religieuse tentaculaire de la biologie anglo-saxonne ». Elle pensait également que les partisans de la théorie standard « vautrés dans leur interprétation de Darwin du point de vue de la zoologie, du capitalisme, de la compétition, des coûts-bénéfices - ont complètement faussé sa pensée. Le néo-darwinisme, qui insiste sur l'accumulation lente de mutations par la sélection naturelle au niveau du gène, est une théorie de trouillards. » Elle s'opposa ainsi aux visions évolutionnistes de la compétition orientée, soulignant l'importance des interactions symbiotiques ou coopératives entre espèces.

### Classification taxonomique du vivant
En 1968, elle propose un système à quatre règnes fondé sur le modèle d'Herbert Copeland. À la différence de Copeland, le règne Protoctista de Margulis incluait les algues vertes, qu’elle ne considérait pas comme des plantes.
En 1971, elle adopte le système à cinq règnes proposé par Robert Harding Whittaker. Toutefois, le règne Protista de Margulis différait de celui de Whittaker en ce qu’il contenait toutes les algues eucaryotes (incluant les algues vertes, brunes et rouges), limitant les plantes aux seules embryophytes.
En 1974, elle propose le rang taxinomique de super-règne Prokaryota pour les procaryotes et Eukaryota pour les eucaryotes.
En 1978, elle recherche un compromis avec Whittaker dans la classification entre les protistes et les protoctistes en retenant un règne Protista étendu (incluant les algues vertes, les oomycètes et les myxomycètes mais excluant les algues rouges et brunes). Whittaker et Margulis s'accordent sur une classification des organismes suivant deux super-règnes et cinq règnes : le super-règne Prokaryota avec un seul règne I. Monera et le super-règne Eukaryota contenant les quatre autres règnes II. Protista ou Protoctista, III. Animalia, IV. Fungi et V. Plantae.
Dans les trois éditions de Five Kingdoms (1982, 1988, 1998), écrites avec la biologiste américaine Karlene V. Schwartz, elle élabore une classification du vivant en cinq règnes : animaux, végétaux (plantes), bactéries (procaryotes), champignons et protoctistes. Elle émet des réserves concernant le règne des protistes établi selon Whittaker et réunit les micro-organismes eucaryotes unicellulaires avec leurs descendants multicellulaires en tant que protoctistes, modifiant le schéma à cinq règnes de Whittaker. Le règne Protoctista a d'ailleurs été fortement préconisé par Margulis auprès de la communauté des protistologistes dans un manuel (1990) et un glossaire (1993) comme l'un des « cinq règnes » qu'elle a popularisé.
Elle vulgarise une version intitulée Diversity of Life sous forme de guide illustré à destination du jeune public en 1992 et des étudiants et des professeurs en 1999.
La microbiologiste discute le bien-fondé de l'approche à trois domaines de Carl Woese pour la classification du vivant.
Elle s'oppose à l'abandon du terme « procaryote » qu'elle considère toujours valide au regard des avancées de la biologie.
Dans l'ouvrage qui devait être la quatrième édition de Five Kingdoms, les biologistes Margulis et Chapman (2009) proposent une classification taxonomique du vivant où le domaine est une division du règne et dont l'articulation entre taxons se résume ainsi :
- Super-règne Prokarya
  - Règne Bacteria
    - Domaine Archaea
    - Domaine Eubacteria
- Super-règne Eukarya
  - Règne Protoctista (Hogg 1860)
  - Règne Animalia
  - Règne Fungi
  - Règne Plantae

## Controverses
En 2009, Lynn Margulis est l'un des sept auteurs de l'article indiquant qu'« une recherche détaillée qui corrèle l'histoire des spirochètes symbiotiques aux changements du système immunitaire des vertébrés est grandement nécessaire » et exhortant une « nouvelle recherche de l'histoire naturelle des mammifères et des tiques ainsi que de la transmission vénérienne des spirochètes en relation avec la détérioration du système immunitaire humain. » Elle fera valoir plus tard qu'« il n'y a pas de preuve que le VIH est un virus infectieux » et que les symptômes du SIDA « se superpose[nt] […] complètement » à ceux de la syphilis. Seth Kalichman (en) cita son article de 2009 comme un exemple de la contestation du sida « florissante » et soutiendra que « son appui du négationnisme VIH/SIDA défie l'entendement. » Il fera aussi remarquer sa prise de position en tant que « demandeuse de la vérité sur les attentats du 11 septembre ».

Toujours en 2009, via le processus des communicated submissions, elle permet, en tant que membre de l'Académie des sciences, la publication au sein des Proceedings of the National Academy of Sciences (PNAS) d'un article de Donald I. Williamson (en) rejetant « l'hypothèse darwinienne selon laquelle les formes larvaires et les formes adultes correspondantes ont évolué à partir d'un ancêtre commun »,. L'article de Williamson provoque une réponse immédiate de la communauté scientifique, comprenant un contre article dans PNAS. Conrad Labandeira du National Museum of Natural History écrit : 

« Si j'avais été rapporteur de l'article de Williamson, je l'aurais probablement rejeté mais je ne dis pas que c'est une mauvaise chose qu'il ait été publié. Il permet d'élargir la discussion sur le fonctionnement de la métamorphose et […] [sur] l'origine de ces cycles de vie véritablement radicaux. »

Mais le biologiste en développement de l'insecte de l'université Duke, Fred Nijhout, affirme que l'article était plus adapté pour le « National Enquirer que le National Academy ». En septembre, il est annoncé que PNAS abandonnera les communicated submissions en juillet 2010, PNAS indiquant que cette décision n'a rien à voir avec la controverse Williamson.

## Reconnaissance professionnelle
- Élue membre de l'Académie nationale des sciences (biologie de l'évolution) en 1983.
- Guest Hagey Lecturer, University of Waterloo, 1985[23].
- Intronisation à la World Academy of Art and Science (en)[24], la Russian Academy of Natural Sciences et l'American Academy of Arts and Sciences[25].
- Archivage permanent de ses articles dans la Bibliothèque du Congrès à Washington, DC.
- Lauréate du William Procter Prize for Scientific Achievement (en) en 1999.
- Lauréate de la National Medal of Science remise par Bill Clinton.
- Décrite dans Visionaries: The 20th Century's 100 Most Important Inspirational Leaders, publié en 2007.
- Fondateur de Sciencewriters Books en 2006 avec son fils Dorion[26].
- Lauréate parmi 13 scientifiques de la médaille Darwin-Wallace en 2008, jusqu'ici décernée tous les 50 ans, par la Société linnéenne de Londres.
- Intervenante au Biological Evolution Facts and Theories Conference, tenue à l'université pontificale grégorienne à Rome, ayant pour objectif de promouvoir le dialogue entre la biologie de l'évolution et la chrétienté en 2009.
- Intronisation en 2010 à la Leonardo da Vinci Society for the Study of Thinking[27] de l'University of Advancing Technology (en) à Tempe en Arizona.

## Œuvre
- Lynn Margulis, Michael J. Chapman, Kingdoms and Domains : An Illustrated Guide to the Phyla of Life on Earth, Academic Press, Boston, 2009, 731 p.  (ISBN 978-0-12-373621-5)
- Lynn Margulis, Dorion Sagan ; avant-propos par Ernst Mayr, 2002, Acquiring Genomes: A Theory of the Origins of Species  (ISBN 978-0-465-04391-0)
- Lynn Margulis et al., 2002, The Ice Chronicles: The Quest to Understand Global Climate Change, University of New Hampshire  (ISBN 1-58465-062-1)
- Lynn Margulis, Karlene V. Schwartz & Michael Dolan (illustrations : Kathryn Delisle & Christie Lyons), Diversity of Life : The illustrated guide to the five kingdoms, 2e édition, Jones and Bartlett Publishers, Inc, Sudbury, Massachusetts, 1999, viii + 248 p. (ISBN 0-7637-0862-3) édité erroné
- Margulis, Lynn, 1998, Symbiotic Planet : A New Look at Evolution, Basic Books  (ISBN 0-465-07271-2)
- Lynn Margulis et Dorion Sagan, 1997, Slanted Truths: Essays on Gaia, Symbiosis, and Evolution, Copernicus Books  (ISBN 0-387-94927-5)
- Lynn Margulis, "Archaeal-eubacterial mergers in the origin of Eukarya : Phylogenetic classification of life", Proc. Natl. Accad. Sci. USA, Vol.93, No.3, February 6, 1996, p. 1071-1076 DOI 10.1073/pnas.93.3.1071
- Dorion Sagan et Lynn Margulis, 1993, The Garden of Microbial Delights: A Practical Guide to the Subvisible World, Kendall/Hunt  (ISBN 0-8403-8529-3)
- Lynn Margulis, Heather I. McKhann et Lorraine Olendzenski (éd.), Illustrated Glossary of Protoctista, Jones and Bartlett Publishers, Boston, 1993, 288 p.  (ISBN 0-86720-081-2)
- Lynn Margulis, Diversity of Life: The Five Kingdoms, Enslow, Hillside, New Jersey, 1992, 80 p.  (ISBN 0-89490-278-4)
- Lynn Margulis, 1992, Symbiosis in Cell Evolution: Microbial Communities in the Archean and Proterozoic Eons, W.H. Freeman  (ISBN 0-7167-7028-8)
- Lynn Margulis (éd), 1991, Symbiosis as a Source of Evolutionary Innovation: Speciation and Morphogenesis, The MIT Press  (ISBN 0-262-13269-9)
- Lynn Margulis et Dorion Sagan, 1991, Mystery Dance: On the Evolution of Human Sexuality, Summit Books  (ISBN 0-671-63341-4)
- Lynn Margulis & Ricardo Guerrero, "Kingdoms in turmoil", New Scientist, Vol. 129, No.1761, 23 mars 1991, p. 46-50 PMID 11538109
- Lynn Margulis, John O. Corliss, Michael Melkonian & David J. Chapman (éd.), Handbook of Protoctista : The structure, cultivation, habitats and life histories of the eukaryotic microorganisms and their descendants exclusive of animals, plants and fungi, Jones and Bartlett Publishers, Boston, 1990, 914 p.  (ISBN 0-86720-052-9)
- Mitchell B. Rambler, Lynn Margulis & René Fester (éd.), Global Ecology : Towards a science of the biosphere, Academic Press, Boston, 1989, 204 p.  (ISBN 0-12-576890-7)
- Lynn Margulis et Dorion Sagan (trad. de l'anglais par Gérard Blanc, Anne de Beer, Clément Amézieux), Microcosmos : 4 milliards d'années de symbiose terrestre [« Microcosmos, four billion years of evolution from our microbial ancestors »], Marseille, Wildproject, coll. « « Petite bibliothèque d'écologie populaire » », 2022 (1re éd. en anglais chez HarperCollins en 1987), 424 p. (ISBN 978-2-381140-407)
- Lynn Margulis et Dorion Sagan, 1986, Origins of Sex : Three Billion Years of Genetic Recombination, Yale University Press  (ISBN 0-300-03340-0)
- Lynn Margulis et Dorion Sagan, « L’origine des cellules eucaryotes », La Recherche, no 163, février 1985, p. 200-208.
- Lynn Margulis 1982, Early Life, Science Books International  (ISBN 0-86720-005-7)
- Lynn Margulis et Karlene V. Schwartz, Five Kingdoms : An Illustrated Guide to the Phyla of Life on Earth, W.H. Freeman & Co, San Francisco, 1982, 338 p.  (ISBN 0-7167-1212-1)
- R.H. Whittaker et Lynn Margulis, "Protist classification and the kingdoms of organisms", Biosystems, Vol.10, No.1-2, avril 1978, p. 3-18 DOI 10.1016/0303-2647(78)90023-0
- Lynn Margulis, "The Theme (Mitotic Cell Division) and the Variations (Protists) : Implications for Higher Taxa", Taxon, Vol.25, No.4, août 1976, p. 391-403. JSTOR:1220522
- Lynn Margulis et James Lovelock, "Biological Modulation of the Earth's Atmosphere", Icarus, Vol. 21, No. 4, avril 1974, p. 471-489 DOI 10.1016/0019-1035(74)90150-X
- James Lovelock et Lynn Margulis, "Atmospheric homeostasis by and for the biosphere : The Gaia hypothesis", Tellus, Vol. 26, No. 1-2, février 1974, p. 2-10 DOI 10.1111/j.2153-3490.1974.tb01946.x
- James Lovelock et Lynn Margulis, "Homeostatic tendencies of the Earths atmosphere", Origins of Life, Vol. 5, No. 1-2, 1974, p. 93-103 DOI 10.1007/BF00927016
- Lynn Margulis, "Five-kingdom classification and the origin and evolution of cells", in Theodosius Dobzhansky, Max K. Hecht et William C. Steere (éd.), Evolutionary Biology, Vol. 7, Plenum Press, New York, 1974, p. 45–78 DOI 10.1007/978-1-4615-6944-2_2  (ISBN 0306354071)
- Lynn Margulis, "The Origin of Plant and Animal Cells", American Scientist, Vol. 59, No. 2, mars-avril 1971, p. 230-235 JSTOR:27829542
- Lynn Margulis, "Whittaker's Five Kingdoms of Organisms : Minor Revisions Suggested by Considerations of the Origin of Mitosis", Evolution, Vol. 25, No. 1, mars 1971, p. 242-245 JSTOR:2406516
- Margulis, Lynn, 1970, Origin of Eukaryotic Cells, Yale University Press  (ISBN 0-300-01353-1)
- Lynn Margulis, "Evolutionary criteria in Thallophytes : A radical alternative", Science, Vol. 161, No. 3845, 6 septembre 1968, p. 1020–1022 DOI 10.1126/science.161.3845.1020
- Lynn Sagan, "On the origin of mitosing cells", Journal of Theoretical Biology, Vol. 14, No. 3, mars 1967, p. 225–274 DOI 10.1016/0022-5193(67)90079-3